# Општина Биксад (Сату Маре)
Биксад (рум. Bixad) општина је у Румунији у округу Сату Маре.
Oпштина се налази на надморској висини од 166 m.